# Phyllophaga sanbarthensis
Phyllophaga sanbarthensis är en skalbaggsart som beskrevs av Fortuné Chalumeau och Leopold F. Gruner 1976. Phyllophaga sanbarthensis ingår i släktet Phyllophaga och familjen Melolonthidae. Inga underarter finns listade i Catalogue of Life.